# Kathleen Lockhart
Kathleen Lockhart, nata Kathleen Arthur (Southsea, 9 agosto 1894 – Los Angeles, 18 febbraio 1978), è stata un'attrice britannica naturalizzata statunitense.

## Vita privata
Sposata con Gene Lockhart dal 1924 al 1957 (morte del marito), è madre dell'attrice June Lockhart e nonna dell'attrice Anne Lockhart.

## Filmografia parziale
- Blondie, regia di Frank R. Strayer (1938)
- Bisticci d'amore (Sweethearts), regia di W.S. Van Dyke (1938)
- Penrod's Double Trouble, regia di Lewis Seiler (1938)
- Roughly Speaking, regia di Michael Curtiz (1945)
- I professori non mangiano bistecche (Confidentially Connie), regia di Edward Buzzell (1953)
- La storia di Glenn Miller (The Glenn Miller Story), regia di Anthony Mann (1954)